# Estatuto de Autonomia da Catalunha de 1932

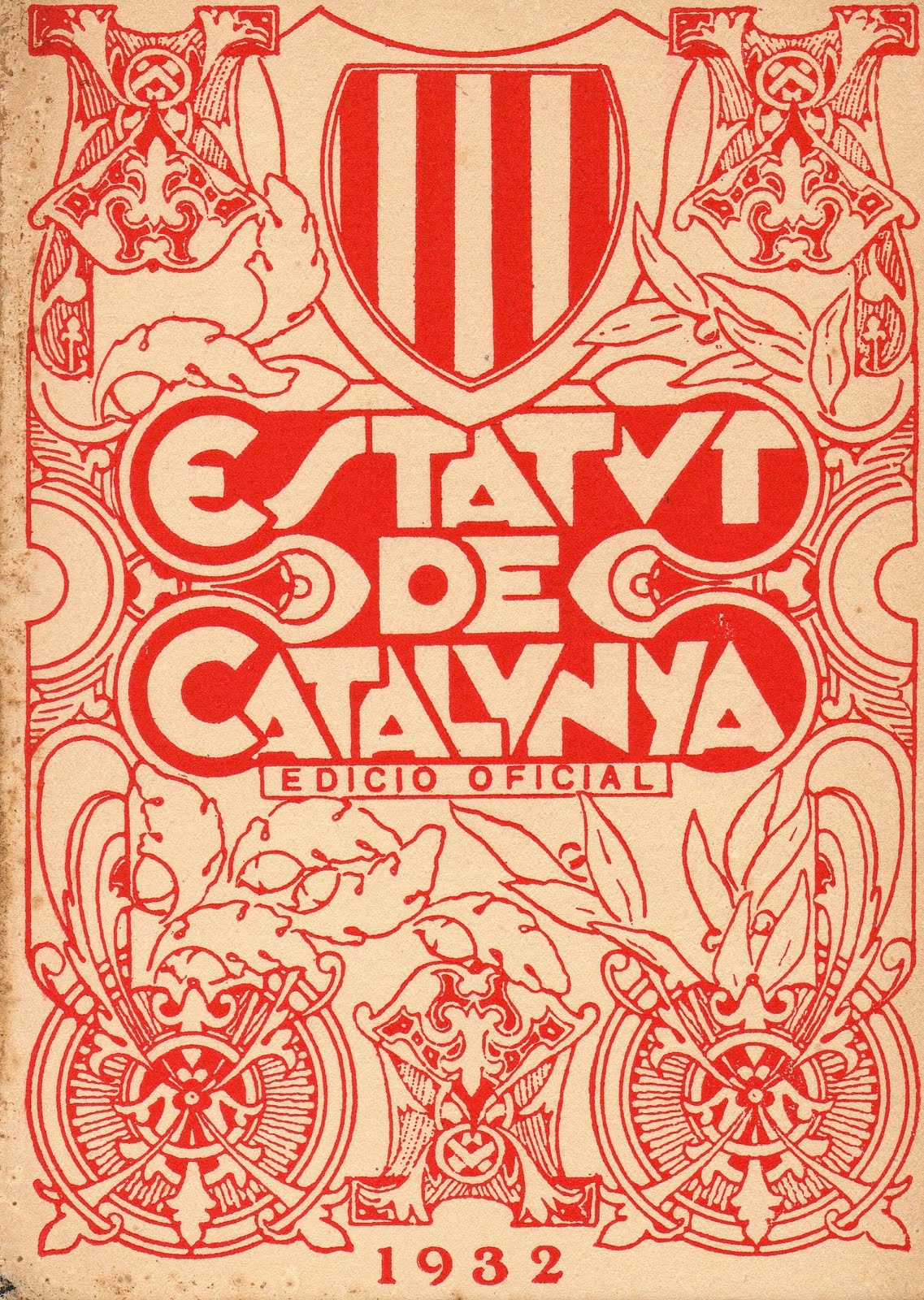
capa de uma das publicações oficiais do estatuto

O Estatuto de Autonomia da Catalunha de 1932 (em catalão: Estatut d'Autonomia de Catalunya de 1932), oficialmente Estatuto da Catalunha e chamado popularmente Estatuto de Núria, foi o primeiro estatuto de autonomia redigido à Catalunha. De carácter soberanista, o estatuto foi impulsionado pelo então presidente da Generalidade da Catalunha, Francesc Macià, e aprovado em referendo por 99% dos votantes. O anteprojeto do Estatuto foi terminado dia 20 de Junho de 1931 a Núria (Ripollès), e o Estatuto foi aprovado ao Parlamento espanhol em 9 de Setembro de 1932, depois de ser fortemente recortado pelas Cortes espanholas.

## Contexto
As eleições autárquicas de 12 de Abril de 1931 supuseram uns bons resultados pelos jogos de esquerdas e a implantação da República a Espanha. À Catalunha, o recentemente formato partido Esquerra Republicana da Catalunha, obteve uma vitória aclaparadora. Este feito conduziu ao seu líder, Francesc Macià, à proclamação da República Catalã dentro da Federação de Repúblicas Ibérias e a formação do Governo da República Catalã, presidido por ele mesmo. Decorridos três dias de governo, Macià recebe a visita dos ministros Fernando de los Ríos, Marcel·lí Domingo e Lluís Nicolau de Olwer. Depois de uma longa negociação, o Presidente aceitou a reconversão do Governo da Catalunha no Governo da Generalitat da Catalunha e a tramitação de um anteprojeto de estatuto de autonomia que tinha de ser objeto de um plebiscit à Catalunha e ratificado pelas futuras Corts constituintes espanholas.

## O estatuto
Depois do compromisso de Macià dos ministros do Governo provisório da República, foi aprovado um decreto em 28 de Abril de 1931 pelo Conselho de Ministros que estabelecia a composição provisória da Generalitat: um Governo provisório ou Conselho, formado pelo presidente e os conselheiros; Deputação Provisória da Generalitat, e uns comissários delegados da Generalitat às províncias de Girona, Lérida e Tarragona. oi oi oiio oioi oi oi iooi ioio oioio ioi oioioi io
Desde a sua criação, a Deputação Provisória da Generalitat, formada por uma assembleia de representantes dos municípios da Catalunha, foi a administração encarregada de apresentar a conferência do Estatuto e organizar o seu plebiscit.[3] Nomeou a Conferência do Estatuto formada por onze deputados —Josep Puig e Pujades, Antoni Xirau e Palácio, Pere Mías Codina, Domingo Piñana e Homedes, Lluís Companys, Josep Dencàs, Rafael Campalans, Jaume Bofill e Matas, Martí Esteve e Guau, Pere Coromines e Montanha e Josep M. Serraclara e Costa—, o Conselho da Generalitat e os presidentes da Generalitat e Deputação. Tudo seguido, foi designado uma comissão redatora do estatuto presidida por Jaume Carner e fizeram parte Antoni Xirau, esquerdista Republicana; Rafael Campalans, da União Socialista da Catalunha; Martí Esteve, do Jogo Catalão Republicano, e Pere Coromines, como independente.
O anteprojeto foi acabado de redigir ao hotel do vale de Núria em 20 de Junho de 1931. Um dos principais pontos do anteprojeto é que este definia Catalunha como um Estado dentro da República Espanhola; esta pretensão não foi bem aceitada pelo resto dos espanhóis, motivo pelo qual a cláusula ficou modificada, se definindo Catalunha como uma região autónoma dentro de Espanha. Em adição, também oferecia a possibilidade de uma futura autodeterminação para o povo catalão. A banda, o Estatuto dava à Generalitat uma larga lista de atribuições até então impensáveis, como fossem concorrências no campo da educação e a saúde, e a criação de um tribunal de justiça catalão. Os tràmits parlamentares às Cortes espanholas recortam o projeto inicial, titllant-lo de ambicioso e excessivamente pretensioso.

## Trâmites

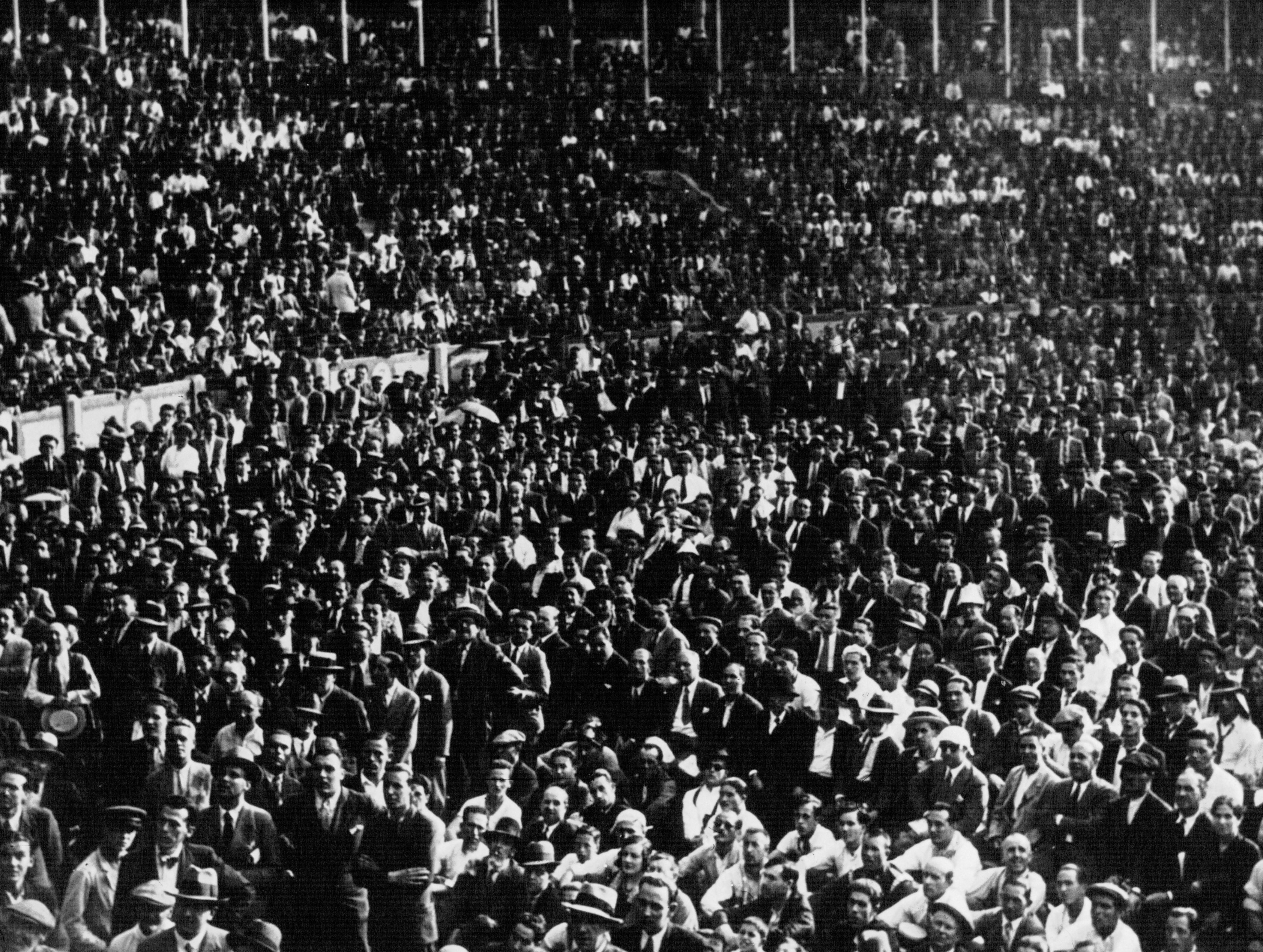
Manifestação contra o Estatuto

O estatuto foi aprovado em diferentes fases. Em primeiro lugar, foi aprovado pela Deputação provisória, desprendido pela Generalitat da Catalunha e, finalmente, pelas câmaras municipais catalãs, que estiveram conforme quase unanimemente no plebiscit municipal de 26 de Julho de 1931. Seguidamente, o referendo popular foi celebrado em 2 de Agosto, participou ao redor de um 75% do censo eleitoral e obteve um 99% de votos favoráveis, quase a unanimidade dos votos que houvesse fossem a favor. Ademais, as mulheres apoiaram-lhe de mais de 400.000 assinaturas de adesão ao estatuto, já que não podiam votar segundo a lei. O 11 de Agosto a Generalitat declarou oficial o projeto de estatuto e todo seguido foi trazido às Cortes para a sua ratificação. Em 13 de Agosto Francesc Macià fez a entrega do projeto ao presidente do Governo provisório da República, Niceto Alcalà-Zamora, e foi apresentado às Cortes em 18 de Agosto.
Desta guisa, o anteprojeto do primo estatuto de autonomia concedido a uma região espanhola foi aprovado por ampla maioria popular. Depois de uma vez de estado frustrado do general Sanjurjo, as Cortes gerais aprovaram o estatuto catalão em 9 de Setembro de 1932 recortando-o fortemente com respeito ao projeto de estatuto de 1931.

## Aplicação
O estatuto de Núria teve uma vida relativamente curta; foi vigente desde a sua aprovação até que, depois da vitória da CEDA nas eleições legislativas de 1933, e os problemas posteriores que trazem aos feitos de seis de Outubro, foi tudo seguido suspenso. Mais tarde, quando sucedeu a vitória da Frente Popular em Fevereiro de 1936, o Estatuto se restabeleceu até o final da Guerra Civil, quando foi derrogada de forma final; o general Franco já o vai derrogar em 5 de Abril de 1938 à zona que territorialmente dominava da Catalunha.

## Vejam também
- Estatuto de Autonomia da Catalunha de 2006 ou Estatuto de Miravet
- Estatuto de Autonomia da Catalunha de 1979 ou Estatuto de Sau